# Валя-Рошіє (Келераш)
Валя-Рошіє (рум. Valea Roșie) — село у повіті Келераш в Румунії. Входить до складу комуни Мітрень.
Село розташоване на відстані 51 км на південний схід від Бухареста, 55 км на захід від Келераші.

## Населення
За даними перепису населення 2002 року у селі проживали 2469 осіб. Рідною мовою 2468 осіб (> 99,9%) назвали румунську.
Національний склад населення села:
| Національність | Кількість осіб | Відсоток |
| -------------- | -------------- | -------- |
| румуни         | 2448           | 99,1%    |
| цигани         | 19             | 0,8%     |